# Tuberfemurus zhengi
Tuberfemurus zhengi är en insektsart som beskrevs av Xu, J. och B. Mao 2007. Tuberfemurus zhengi ingår i släktet Tuberfemurus och familjen torngräshoppor. Inga underarter finns listade i Catalogue of Life.